# We Are Young & Free
We Are Young & Free ist das erste Album von Hillsong Young & Free, welche zu Hillsong Music gehört.
Das Album wurde durch zwei Singles, „Alive“ und „Wake“, sowie durch eine Single auf Spanisch, „Vivo Estás“, angekündigt. Aufgenommen wurde es im Hillsong Convention Centre am 19. April 2013.

## Titelliste
Neben der CD wurde das Album mit einer DVD veröffentlicht, welche einige Musikvideos und Konzertaufnahmen sowie einen Kurzfilm zur Geschichte von Hillsong Young & Free beinhaltet.
| Nr.          | Titel                        | Autor(en)                                         | Worship-Leiter | Länge   |
| ------------ | ---------------------------- | ------------------------------------------------- | -------------- | ------- |
| 1.           | Brighter                     | Aodhan King, Ben Tan, Melodie Wagner              | Wagner         | 3:34    |
| 2.           | Alive                        | King, Alexander Pappas                            | Pappas         | 3:53    |
| 3.           | Wake                         | Joel Davies, Hannah Hobbs, Pappas                 | Taya Smith     | 4:35    |
| 4.           | Lifeline                     | Michael Fatkin, Joel Houston, Renee Sieff, Wagner | Wagner         | 5:06    |
| 5.           | Close                        | King, Dean Ussher                                 | King           | 5:05    |
| 6.           | Love Goes On                 | Joel Davies, Hobbs, Laura Toggs                   | Smith          | 4:59    |
| 7.           | Gracious Tempest             | Matt Crocker, Marty Sampson, Tan                  | Tan            | 3:59    |
| 8.           | End of Days                  | Bede Benjamin-Korporaal, Pappas                   | Pappas         | 8:42    |
| 9.           | Back to Life                 | Davies, King                                      | Wagner         | 4:17    |
| 10.          | In Sync                      | Crocker, King, Tan                                | King           | 3:16    |
| 11.          | Embers                       | Hobbs, Tan                                        | King           | 5:52    |
| 12.          | Sinking Deep                 | Davies, King                                      | King           | 7:28    |
| 13.          | Alive (Studioversion)        | King, Pappas                                      | Pappas         | 3:47    |
| 14.          | Wake (Studioversion)         | Davies, Hobbs, Pappas                             | Smith          | 4:14    |
| 15.          | Back to Life (Studioversion) | Davies, King                                      | Wagner         | 3:52    |
| Gesamtlänge: | Gesamtlänge:                 | Gesamtlänge:                                      | Gesamtlänge:   | 1:21:06 |

## Chartplatzierungen
| ChartsChartplatzierungen       | Höchstplatzierung | Wochen |
| ------------------------------ | ----------------- | ------ |
| Australien (ARIA)              | 6 (6 Wo.)         | 6      |
| Neuseeland (RMNZ)              | 14 (2 Wo.)        | 2      |
| Vereinigte Staaten (Billboard) | 22 (4 Wo.)        | 4      |